# Suchoj Log
Suchoj Log (ryska: Сухо́й Лог) är en stad i Sverdlovsk oblast i Ryssland. Den ligger vid floden Pysjma, 114 kilometer öster om Jekaterinburg. Folkmängden uppgår till cirka 34 000 invånare.

## Historia
Orten grundades under den första halvan av 1700-talet. Stadsrättigheter erhölls 1943.